# Nazionale maschile di pallamano della Svezia
La nazionale di pallamano maschile della Svezia è la rappresentativa pallamanistica maschile della Svezia ed è posta sotto l'egida della Federazione Svedese di pallamano (Svenska Handbollförbundet) e rappresenta la Svezia nelle varie competizioni ufficiali o amichevoli riservate a squadre nazionali.
Con quattro titoli mondiali conquistati, al pari della Romania, è la nazionale più titolata al mondo dopo la Francia, a cui si aggiungono 3 secondi posti. Nel suo palmarès figurano anche quattro titoli europei (record continentale) e tre argenti olimpici.

## Palmarès

### Olimpiadi
- (1992, 1996, 2000, 2012)

### Campionato mondiale di pallamano
- (1954, 1958, 1990, 1999)
- (1964, 1997, 2001, 2021)
- (1938, 1961, 1993, 1995)

### Campionato europeo di pallamano
- (1994, 1998, 2000, 2002)
- (2018)

### Competizioni principali
- 1936: non presente
- 1972: 7º posto
- 1976: non presente
- 1980: non qualificata
- 1984: 5º posto
- 1988: 5º posto
- 1992:  2º posto
- 1996:  2º posto
- 2000:  2º posto
- 2004: non qualificata
- 2008: non qualificata
- 2012:  2º posto
- 2016: 11º posto
- 2020: 5º posto
- 2024: 7º posto

- 1938:  3º posto
- 1954:  Campione
- 1958:  Campione
- 1961:  3º posto
- 1964:  2º posto
- 1967: 5º posto
- 1970: 6º posto
- 1974: 10º posto
- 1978: 8º posto
- 1982: 11º posto
- 1986: 4º posto
- 1990:  Campione
- 1993:  3º posto
- 1995:  3º posto
- 1997:  2º posto
- 1999:  Campione
- 2001:  2º posto
- 2003: 13º posto
- 2005: 11º posto
- 2007: non qualificata
- 2009: 7º posto
- 2011: 4º posto
- 2013: non qualificata
- 2015: 10º posto
- 2017: 6º posto
- 2019: 5º posto
- 2021:  2º posto
- 2025: 14º posto

- 1994:  Campione
- 1996: 4º posto
- 1998:  Campione
- 2000:  Campione
- 2002:  Campione
- 2004: 7º posto
- 2006: non qualificata
- 2008: 5º posto
- 2010: 15º posto
- 2012: 12º posto
- 2014: 7º posto
- 2016: 8º posto
- 2018:  2º posto